# Takeru Hokazono
Takeru Hokazono (外薗健?, Hokazono Takeru; 6 settembre 2000) è un fumettista giapponese.
È principalmente noto per essere l'autore del manga Kagurabachi, in corso dal 2023 sulla rivista Weekly Shōnen Jump.

## Biografia
Dopo aver partecipato al Premio culturale Osamu Tezuka nel 2020, guadagna notorietà vincendo il primo premio con il suo one-shot Enten.
A seguito della premiazione Enten e un altro one-shot, Saraba! Cherry Boy!, vengono pubblicati nel 2021 nel numero di Jump GIGA di primavera.
Nello stesso anno, viene pubblicato nel numero estivo Jump GIGA il suo terzo one-shot: CHAIN.
L'anno successivo vengono pubblicati altri due one-shot, Madogiwa de Amu e Roku no Meiyaku, questa volta su Weekly Shōnen Jump.
A settembre 2023 inizia la sua prima serializzazione, Kagurabachi, che acquisisce subito popolarità in tutto il mondo.  In Italia il manga è edito da Star Comics a partire da marzo 2025.

## Opere
- Enten (炎天?), one-shot (2020, pubblicato nel 2021 su Jump GIGA Spring 2021)
- Saraba! Cherry Boy! (さらば! チェリーボーイ!?, Saraba! Cherībōi!), one-shot (2021, Jump GIGA Spring 2021)
- CHAIN (チエイン?), one-shot (2021, Jump GIGA Summer 2021)
- Madogiwa de Amu (まどぎわで編む?), one-shot (2022, Weekly Shōnen Jump #19)
- Roku no Meiyaku (ロクの冥約?), one-shot (2022, Weekly Shōnen Jump #36-37)
- Kagurabachi (カグラバチ?) (2023-in corso, Weekly Shōnen Jump)

## Stile e influenze
Le più grandi influenze di Hozakono per i suoi manga sono film occidentali come i film western, John Wick e la filmografia di Quentin Tarantino, ma anche videogiochi come Ghost of Tsushima di Sucker Punch Productions e altri manga come Naruto di Masashi Kishimoto, Ajin - Demi Human di Tsusina Miura e Gamon Sakurai, Chainsaw Man di Tatsuki Fujimoto e L'attacco dei giganti di Hajime Isayama.